# Официальные символы Тольятти
Герб, флаг и гимн — официально установленные и соответствующим образом зарегистрированные символы города Тольятти.

## Герб Тольятти

### Герб Ставрополя
В период с основания города в 1737 году и до 1751 года крепость Ставрополь не имела официальных знаков и символов. Только в 1751 году у города появилась собственная гербовая печать.

#### Первый герб
Первый герб города был составлен действительным статским советником герольдмейстером Волковым и был утверждён императрицей Екатериной II 22 декабря 1780 года. Герб был описан следующим образом:

Герб Ставрополя

В нижней части щита, в золотом поле — треугольная крепость, в середине которой водружён чёрный крест, означающий имя города, ибо Ставрополь — это греческое слово, в переводе — город Святого Креста.

Таким образом, в гербе нашло отражение и то, что город в то время являлся крепостью, и то, что построен он был для укрепления и распространения православия.
В геральдической практике Российской империи для городов губернского подчинения было принято делить герб на две части: в верхней располагался герб губернии, а в нижней — собственно герб города. Поэтому можно встретить два варианта изображения герба Ставрополя, относящиеся к разным временам. 

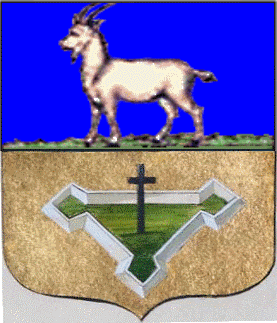
Герб Ставрополя

До 1851 года город относился к Симбирской губернии, а значит в верхней части герба была колонна, а после — к Самарской, и в верхней части герба была уже коза.

### Герб Тольятти (СССР)

Советский герб города

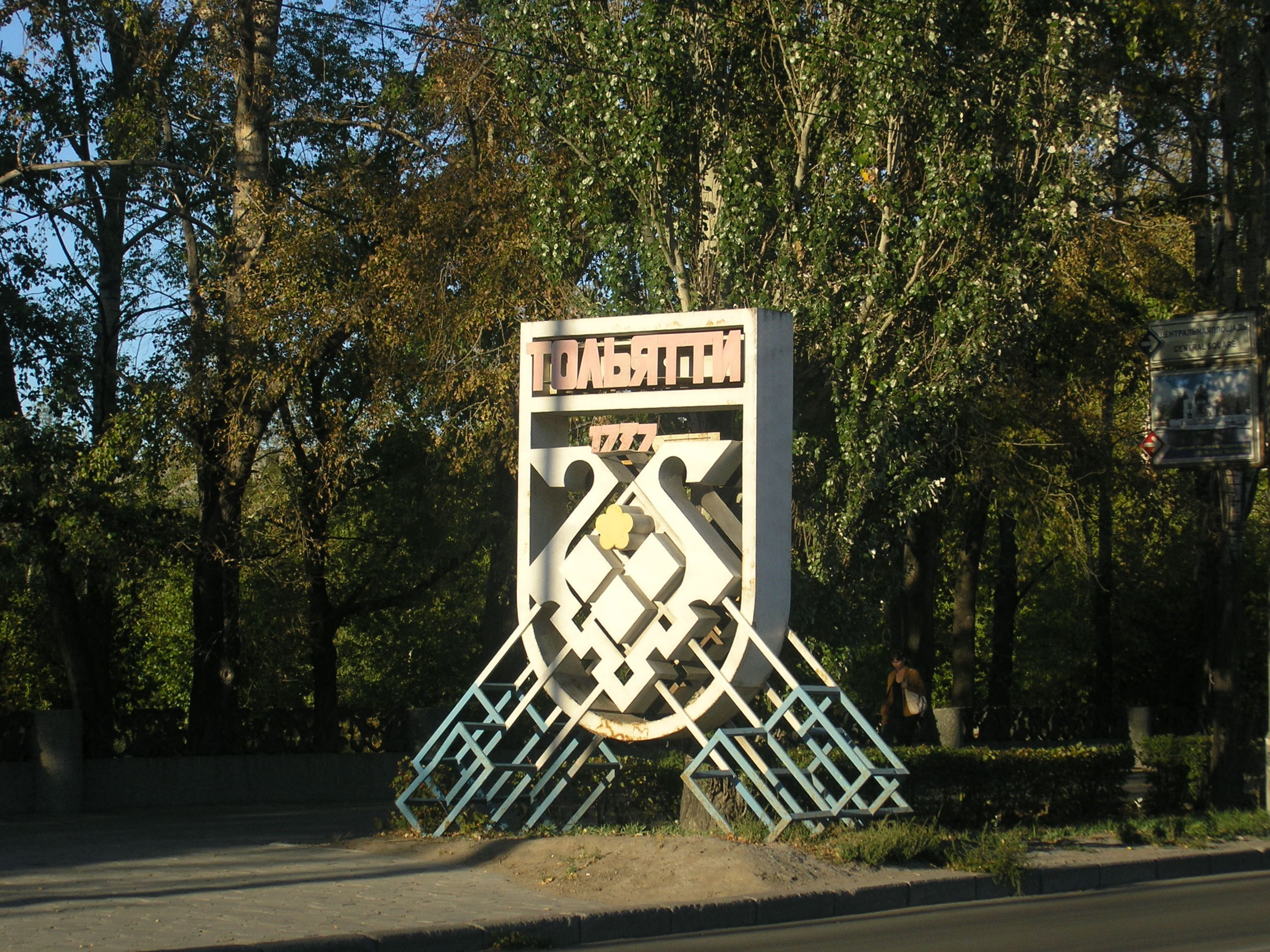
Архитектурная композиция со стилизованным гербом города. Одна из нескольких, установленных к празднованию 250-летия города

В Советском Союзе официальной геральдики не существовало, поэтому герб у города был не более чем экзотикой, символикой местного уровня.
Только в 1979 году при подготовке к празднованию 250-летия основания города встал вопрос о необходимости наличия у Тольятти собственного герба. По инициативе сотрудников Тольяттинского краеведческого музея, при поддержке главного художника архитектурно-проектного управления города был объявлен конкурс на лучшее изображение, в котором приняло участие 30 человек. Все желающие принять участие могли получить необходимые консультации по истории края и основам геральдики в краеведческом музее, там же 28 декабря 1979 была открыта выставка работ-кандидатов.
Только в 1982 году был принят окончательный вариант. В качестве герба был выбран проект художника Арсена Марковича Коржа. В проекте присутствовали и упоминания об историческом гербе, учитывался и современный статус города. Так, если герб Ставрополя, как и большинства российских городов имел так называемую французскую форму щита, то у нового герба Тольятти она стала испанской. В верхней части щита помещалось название города, под ним дата основания Ставрополя «1737», ниже в четырёх ромбах: главная достопримечательность города — автомобиль «Жигули», шестерня и силуэт Куйбышевской ГЭС.
Официально герб был утверждён решением горисполкома № 74/1 от 4 апреля 1982 года Он стал активно использоваться в качестве символа города, присутствуя на различной печатной продукции. Празднование юбилея города в 1987 году ещё больше расширило область применения герба.

### Герб Тольятти (Россия)
В Российской Федерации возродилась Герольдия. Герб города вновь стал официальным символом, удостоверяющим город на государственном уровне. Потребовалось официальное утверждение герба образца 1982 года в качестве символа города Тольятти. Возникали даже предложения провести новый конкурс по выбору нового герба города, которые, однако, не были реализованы.
В 1996 году при тогдашнем мэре города Сергее Жилкине была сформирована комиссия для подготовки материалов для государственной экспертизы герба. Были подробно изучены ход и итоги конкурса 1979—1982 годов, специалистами были разработаны основы герба уже в соответствии с научной геральдикой. Были созданы варианты герба из различных материалов: дерево, металл, кожа; разработаны образцы сувенирной продукции с предлагаемой символикой.

Стандартная (сокращенная) версия герба Тольятти

Государственный Герольдмейстер рассмотрел предоставленные ему материалы и рекомендовал возродить ставропольский герб. Однако Городская Дума Тольятти, приняв геральдические правки по результатам экспертизы, своим решением утвердила новый вариант герба 1982 года.

Описание герба Тольятти: 
Герб г. Тольятти представляет собой золотисто-жёлтую композицию из трёх равноценных эмблем на синем геральдическом щите: центральная эмблема — развёрнутый квадрат, членённый крестообразными осями на 4 части, отображающий современную планировочно-градостроительную структуру города; в нижней части изображение креста — символа Ставрополя-на-Волге; обрамление центральной эмблемы — три крепостных болверка (стилизованное изображение герба г. Ставрополя-на-Волге) и симметричные ладьи (символ волжской вольницы XVII века); завершение композиции — по оси вертикальной симметрии знак, изображающий горный массив Жигулей

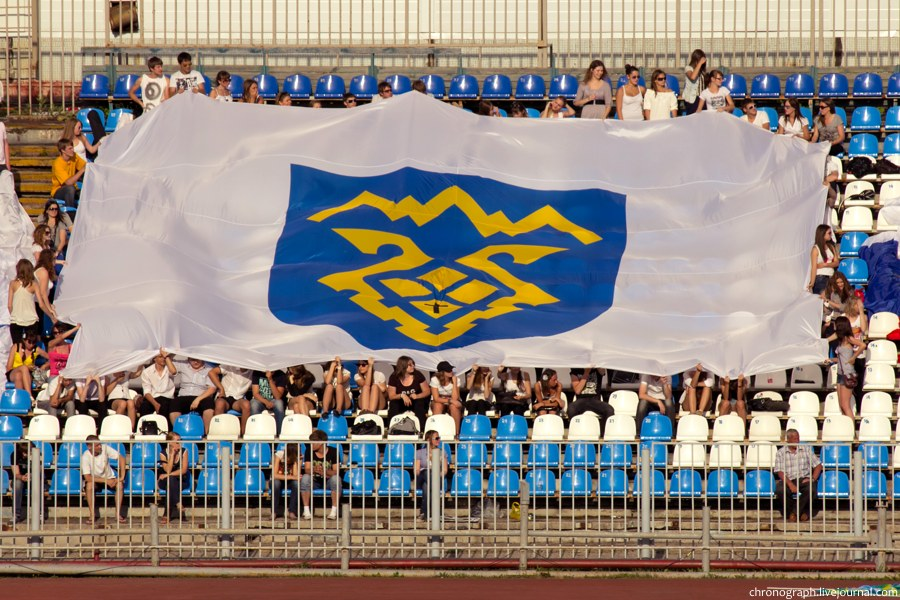
Герб города в качестве элемента декора на праздновании Дня города

Геральдическая служба, продолжая следовать политике возврата к историческим ценностям, настаивала на своём варианте, так в энциклопедии «Города России», изданной в 1994 году при участии геральдической службы, герб Тольятти изображён тем, что присвоен Ставрополю в 1780 году.

Полная версия официального герба Тольятти

Постепенно родился компромиссный вариант, в котором гербы 1780 и 1982 года были совмещены в едином гербе. В этой версии герб г. Тольятти состоит из исторического герба, пожалованного Ставрополю в 1780 году и реформированного в 1857 году, и нового герба, разработанного в 1982 и 1996 годах, соединённых в четверочастном щите. При этом новый герб занимает первую и четвёртую четверть щита, а исторический герб — вторую и третью. Городская Дума утвердила новый герб. Государственный Герольдмейстер Г. В. Вилинбахов 27 марта 1996 года удостоверил право герба на повсеместное использование. Герб внесён в Государственный геральдический регистр под № 123.
Специальное геральдическое описание так описывает полный герб города:
Щит разделён начетверо: в первой и четвёртой частях в лазоревом (синем, голубом) поле опрокинутое стенозубчато-изломанное стропило, соединённое на концах с противонаправленными носами ладей, сопровождённое внутри ромбом, расторгнутым накрест и обременённым в нижней четверти чёрным повышенно-отвлечённым крестом; во главе щита — зубчато-изломанный пояс о трёх больших и двух малых зубцах; все фигуры золотые; во второй и третьей частях в золотом поле пониженное червлёное (красное) укрепление в виде зелёного, окаймлённого червленью, опрокинутого треугольника с выступами (бастионами) на углах и поверх него чёрный повышенно-отвлечённый крест, нижний конец которого поставлен посредине укрепления.

Полный герб горда считается праздничным, в повседневной же жизни преимущественно используется простой (сокращенный) вариант.

## Флаг Тольятти
Ставрополь никогда не имел официального флага. Однако по статусу крепости долгое время пользовался войсковыми знамёнами. 21 мая 1756 года Ставропольскому казачьему войску было пожаловано войсковое знамя «Ставрополь».
В начале 2000-х годов был проведён конкурс на лучший эскиз флага города Тольятти. Было рассмотрено 118 различных работ, среди которых было и полковое знамя Ставропольского казачьего полка, пожалованное графом М. И. Платовым в 1805 году.
Учитывались предложения и замечания Геральдического Совета при Президенте РФ: «ввиду особой исторической важности старинного герба Ставрополя-на-Волге непременно сохранить его символику на флаге», а также требование «чего нет в гербе, того не должно быть на флаге, …основные формы переносятся из герба на флаг». Государственным Герольдмейстером был рекомендован эскиз флага с изображением исторического герба Ставрополя: «На жёлтом полотнище треугольная крепость с большим чёрным крестом в центре». Однако, как и в случае с гербом, городские власти не согласились на это, сочтя, что такой флаг не соответствует современному многоконфессионному Тольятти.
В итоге была выбрана гербовая форма флага, то есть та, в которой используются элементы герба города. По сути на флаг перенесены все элементы простого герба за исключением формы щита. Официально флаг зарегистрирован в июле 2003 года.
Флаг города Тольятти представляет собой одноцветное прямоугольное полотнище пропорций 2:3 с синим цветом гербового поля и расположенными в центре фигурами герба Тольятти золотого (жёлтого) цвета.

## Гимн Тольятти
Одновременно по работе над флагом города пытались выбрать и официальный гимн. Было проведено несколько конкурсов, в которых приняло участие более сотни авторов. Были изданы специальные сборники стихов-проектов гимна. Однако несмотря на это и работу специальной комиссии составленной из членов Союзов писателей и композиторов России окончательный вариант так и не был выбран.
Неофициальным гимном горожанами уже давно считается песня Олега Митяева — «Послушай, приятель!»:
Послушай, приятель,

вот это Тольятти,

Вот это мой город,

а здесь и любовь, и друзья…